# Brachytarsina maai
Brachytarsina maai är en tvåvingeart som beskrevs av Advani och Vazirani 1981. Brachytarsina maai ingår i släktet Brachytarsina och familjen lusflugor. Inga underarter finns listade i Catalogue of Life.